# Batalla de El Ébano
La Batalla de El Ébano fue un conflicto bélico que se libró del 21 de marzo de 1915 al 31 de mayo de 1915, y formó parte de la Revolución mexicana. La importancia de la Batalla de El Ébano radica en que podría significar en caso de ganar la batalla para los villistas una esperanza de victoria después de la sufrida Batalla de Celaya. 

## Origen de la Batalla e Inicios
El origen de la batalla y el sitio de El Ébano, San Luis Potosí, fue la defensa que de ese punto hizo el General brigadier Manuel C. Lárraga, que se retiró hasta ese lugar procedente de Cárdenas, en donde se encontraba con el objeto de impedir la progresión de las fuerzas convencionistas de Saturnino Cedillo y Magdaleno Cedillo. Ébano, situado a 55 kilómetros de Tampico, era importante porque ahí se habían descubierto algunos de los primeros pozos petroleros, que eran explotados por una compañía norteamericana. Además era un punto de paso obligado para llegar al puerto de Tampico, donde existía una importante aduana y por donde se podían recibir abastecimientos y armas del extranjero, así mismo era una región rica desde el punto de vista agrícola y ganadero. Gracias a ello fue un sitio codiciado por ambos bandos revolucionarios. Francisco Villa encomendó a Tomás Urbina que capturara Tampico, para lo que no podían esquivar el paso obligado de El Ébano. Los combates se iniciaron a mediados de diciembre de 1914; los constitucionalistas lograron repeler los ataques. El general Pablo González Garza nombró algunas semanas después al General Pablo de la Garza, Comandante de El Ébano, con las fuerzas que llevaba además de las que ya estaban allí al mando del General Manuel C. Lárraga Orta y de una pequeña unidad al mando del Coronel Federico Montes. Durante los meses de enero y febrero las tropas constitucionalistas lograron rechazar y ocasionar algunas derrotas a los convencionistas, obligándoles a retirarse de la Región. Sin embargo, Francisco Villa, no cejaba en su empeño de capturar Tampico, por lo que ordenó al General Tomás Urbina, que en su repliegue había capturado San Luis Potosí, que avanzara por la vía hacia Tampico. Urbina destacó al General Manuel Chao, reforzado por tropas del General Magdaleno Cedillo, de Francisco Carrera Torres y del Coronel Alfredo Rueda Quijano, estas unidades vencieron en San Mateo y El Bañito, por lo que el General Lárraga tuvo que retirarse a su antigua posición de El Ébano, que ya tenía una organización defensiva y donde los constitucionalistas se detuvieron a fin de representar una resistencia decisiva e impedir el avance de los villistas.

## Batalla
El 19 de marzo de 1915 se hizo cargo de la defensa de El Ébano el General de Brigada Jacinto B. Treviño, exalumno del Colegio Militar, quién de inmediato ordenó al mayor Fernando Vázquez hacer un reconocimiento de la posición y encontrar los establecimientos para la sección de los cañones de 80mm, que era la única artillería de la que disponía en ese momento. Las unidades constitucionalistas se desplegaron de la siguiente forma: El ala izquierda la cubrían las tropas del General Lárraga; el ala derecha las del Coronel Carlos Osuna de León; al centro quedó a las órdenes inmediatas del General Treviño y la reserva a las del Coronel Samuel M. Santos. El domingo 21 comenzó el Combate, con una carga de tropas villistas del General Manuel Chao; la táctica fue la de siempre: cargar violentas de caballería sin ninguna concepción de maniobra al principio para desesperar al enemigo. Los ataques villistas fracasaron rotundamente, pues no hicieron el más elemental reconocimiento de las posiciones, dado que ignoraban la situación del enemigo; el resultado fue una terrible masacre causada por el fuego de ametralladora; cerca de seiscientos soldados y un gran número de caballos quedaron muertos en el combate. La artillería villista trató de apoyar la acción de su caballería, pero esta fue neutralizada por el fuego de una pieza del mayor Vázquez.

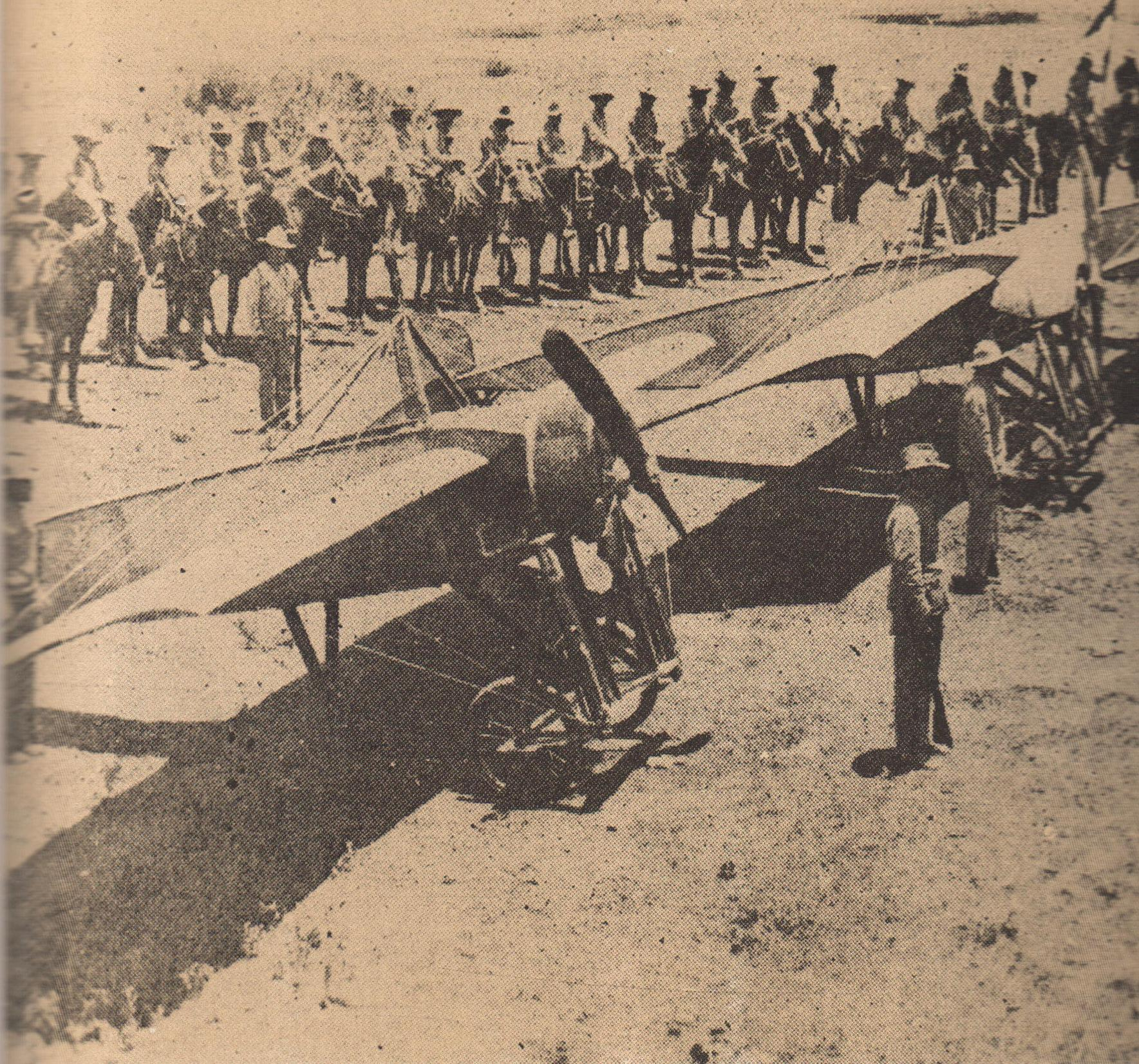
Aeroplano Constitucionalista escoltado por tropas del General Lárraga en El Ébano, San Luis Potosí.

En las primeras horas de la mañana, el General Treviño ordenó el envío de una plataforma con unas ametralladoras blindadas, las que al salir al campo abierto ocasionaron grandes bajas a los villistas. Horas después los villistas iniciaron otro ataque sobre el frente que cubría el General Lárraga, en donde se encontraban los batallones Huejutla, de la Brigada Mariel; Bravos de Tamaulipas y Cazadores de la Sierra, de la Brigada del General Agustín M. Galindo, y los Regimientos 1.º y 2.º. de la Brigada del General Lárraga. El ataque se suspendió al atardecer, pero en la noche llegó otra sección de cañones de 80mm de refuerzo, así como un Batallón de Infantería que ocupó Pánuco, reforzando la posición defensiva. Los ataques continuaron los días subsiguientes, con iguales resultados: el fracaso de los villistas. El 24 se incorporó el coronel de artillería Manuel García Vigil, también exalumno del Colegio Militar, con dos baterías de cañones de 80mm, Sistema Mondragón –ocho piezas-, con lo que el efectivo de esa arma se elevó a doce piezas, las que fueron de mucha utilidad para los defensores. El mismo día 24 el General Treviño ordenó un ataque a las posiciones villistas, apoyado por su artillería; asimismo, el envío de una góndola cargada de dinamita logró destruir unas obras de fortificación que habían empezado a construir los villistas; por último por la tarde de ese mismo día se incorporó el General Pedro C. Colorado, con seiscientos soldados. Poco a poco el efectivo de los defensores aumentaba, pues Venustiano Carranza se había dado cuenta de la importancia de la posición. Francisco Villa estaba decidido a capturar El Ébano, por lo que el 2 de abril envió personalmente a su famoso compadre, el General Tomás Urbina para que se hiciera cargo del mando, reemplazando al General Manuel Chao. Como era de esperarse, la táctica no cambió; siguieron los ataques en forma de violentas cargas de artillería, ataques que fueron rechazados otra vez por los constitucionalistas. A pesar de la llegada de un nuevo refuerzo de artillería, consistente en una sección de 75mm, Saint Chaumont-Mondragón, los villistas prosiguieron sus ataques con gran intensidad en aquellos días: el 7 de abril fue muy violento, perdiendo los villistas cerca de 400 hombres; el correspondiente al día 10 fue igualmente violento. Todos estos ataques no hacían más que debilitar a las fuerzas villistas, que estaban sujetas a una gran presión nacional, pues por aquellos primeros días se libraban la decisiva Batalla de Celaya. A mediados de mes Treviño intentó una salida, realizando una acción ofensiva con el objeto de obtener información y de buscar una decisión; sin embargo los villistas impidieron el éxito de estas operaciones pues aún eran muy fuertes. Por esos días ocurrió un suceso importante para la historia militar de México: La incorporación de una flotilla de aviación al mando del mayor Alberto Salinas Carranza, con los pilotos Leonardo Bonney, Jorge Puflea y otros oficiales ayudantes: en la mañana del día 19 el avión número dos efectuó vuelos de reconocimiento sobre las posiciones enemigas. Al día siguiente el avión número 3 bombardeó algunas posiciones villistas, apoyando un ataque constitucionalista. El día 21 el avión número 2 llevó a cabo misiones de bombardeo sobre el enemigo.

## Término de la Batalla
Fue entonces cuando el General Treviño comenzó a notar síntomas de debilidad en el enemigo, por lo que decidió pasar a la ofensiva, ordenando al General Lárraga que atacara el pueblo de Tanquian, lo que resultó un éxito para los constitucionalistas , donde la población local sepulto a 326 combatientes de ambos sectores caídos en la intensa lucha. Los últimos días del mes de abril se ocuparon en esfuerzos ofensivos de ambos bandos; sin embargo la balanza poco a poco se inclinaba hacia los constitucionalistas. A pesar de esto, durante el mes de mayo no cambió mucho el panorama, pues se mantenía un relativo equilibrio en las acciones ofensivas y defensivas de ambos bandos. El día 15 los constitucionalistas se lanzaron a la ofensiva logrando capturar las primeras posiciones de las trincheras villistas, por lo que los villistas reaccionaron mandando varios contraataques para tratar de recuperar las posiciones perdidas, fracasando en su intento. Por ello el General Treviño ordenó preparar la acción final, llevada a cabo el 31 de mayo. Los constitucionalistas se lanzaron al ataque y desalojaron al enemigo de sus posiciones, ordenando Urbina la retirada de sus fuerzas, abandonando artillería, armamento, municiones y prisioneros.
Con esta acción terminó el sitio de El Ébano, que duró 72 días consumiéndose por la parte constitucionalista 3,600 cartuchos de 7mm, 2,332,000 de calibre 30-30, 2353 granadas de artillería para apoyar los ataques y la defensa constitucionalista; la naciente aviación militar tuvo también oportunidad de llevar a cabo acciones de reconocimiento y bombardeo realizadas con éxito.